# ナッツァーノ
ナッツァーノ（伊: Nazzano）は、イタリア共和国ラツィオ州ローマ県にある、人口約1,300人の基礎自治体（コムーネ）。

## 地理

### 位置・広がり
ローマ県北部のコムーネ。

#### 隣接コムーネ
隣接するコムーネは以下の通り。括弧内のRIはリエーティ県所属を示す。
- チヴィテッラ・サン・パオロ
- フィアーノ・ロマーノ
- フィラッチャーノ
- モントーポリ・ディ・サビーナ (RI)
- ポンツァーノ・ロマーノ
- サントレステ
- トッリータ・ティベリーナ

### 気候分類・地震分類
ナッツァーノにおけるイタリアの気候分類 (it) および度日は、zona D, 1823 GGである。
また、イタリアの地震リスク階級 (it) では、zona 2B (sismicità media) に分類される。

## 自然・環境
テヴェレ川を堰き止めたダムによって作られたナッツァーノ湖（Lago di Nazzano）は、ラムサール条約の定める「国際的に重要な湿地」に登録されている（イタリアのラムサール条約登録地一覧も参照）。

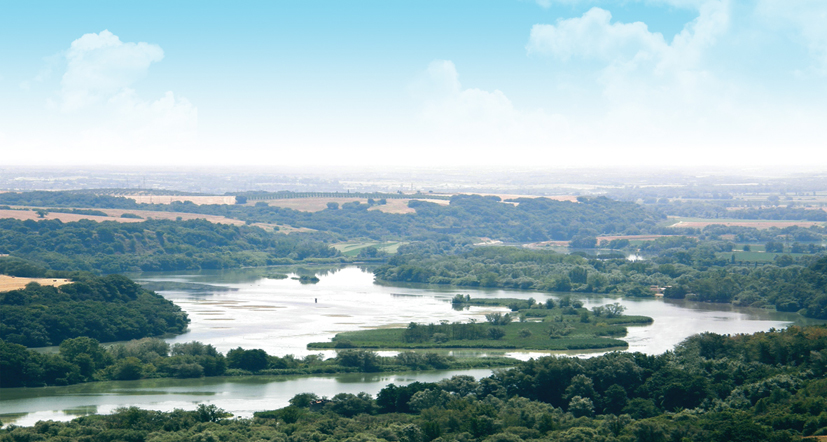

## 姉妹都市
- ヤシ、ルーマニア